# Moore (Montana)
Pour les articles homonymes, voir Moore.
Moore est une municipalité américaine située dans le comté de Fergus au Montana. Selon le recensement de 2010, sa population est de 193 habitants. La municipalité s'étend sur 0,24 mille carré (0,62 km2).
La localité est fondée en 1903 à proximité du chemin de fer. Elle doit son nom à Henry D. Moore, qui a participé au financement du Montana Railway.